# NGC 1365
NGC 1365 је спирална галаксија у сазвежђу Пећ која се налази на NGC листи објеката дубоког неба.
Деклинација објекта је - 36° 8' 27" а ректасцензија 3h 33m 36,7s. Привидна величина (магнитуда) објекта NGC 1365 износи 9,5 а фотографска магнитуда 10,3. Налази се на удаљености од 17,709 милиона парсека од Сунца. NGC 1365 је још познат и под ознакама ESO 358-17, MCG -6-8-26, VV 825, FCC 121, IRAS 03317-3618, PGC 13179.